# Senuna
Senuna, Sena ou Senua était une déesse celtique vénérée en Grande-Bretagne romaine. Elle était inconnue jusqu'à ce qu'une cache de 26 ex-voto lui ait été découverte en 2002 dans un champ non divulgué à Ashwell End dans le Hertfordshire par Alan Meek grâce à un détecteur de métaux. Son imagerie montre des signes de syncrétisme entre une déesse préromaine et la Minerve romaine (pour un parallèle, cf. Sulis Minerva, la déesse romano-britannique adorée à Bath).
Le sanctuaire de Senuna consistait en un dépotoir rituel, sur lequel des offrandes étaient jetées, entouré d'un complexe de bâtiments comprenant des ateliers et des logements pour les pèlerins. Ce n'était certainement pas un humble sanctuaire de carrefour. Les artefacts dédicatoires conservés dans le sanctuaire ont ensuite été enterrés ensemble au bord du dépotoir, peut-être destinés à une garde temporaire, à la fin du IIIe ou du IVe siècle de notre ère.

## Étymologie
Le nom de Senuna apparaît sous diverses formes sur les plaques votives, à savoir Senuna, Sena et Senua. En théorie, cela pourrait être lié au proto-celtique *seno- 'vieux'. Dans la cosmographie de Ravenne, senua est une partie d'un nom situé très probablement dans le Solent.

## Offrandes à Senuna

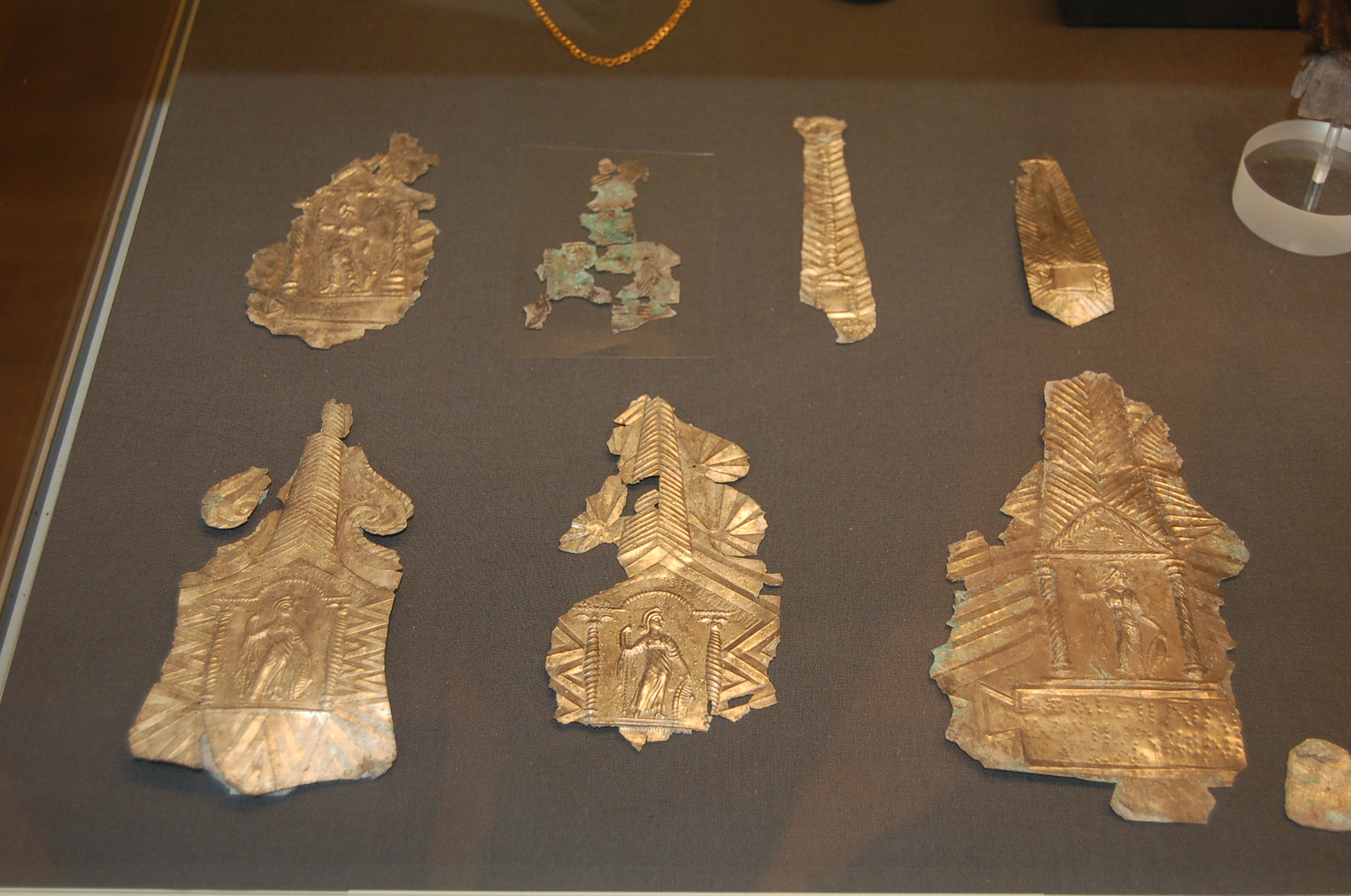
Plaques de feuilles votives

Les offrandes à Senuna comprennent des plaques en argent avec des reflets dorés, sept plaques en or et un superbe ensemble de bijoux, dont une broche et des fermoirs de manteau. Les plaques ont encore les languettes métalliques qui leur permettaient de se redresser, et sont si fines qu'elles auraient alors frissonné et scintillant dans n'importe quel courant d'air. Certaines plaques votives ont été découpées dans de minuscules trous, certaines incisées. Les bijoux incorporaient des pierres précieuses et des perles de verre plus anciennes, dont un superbe camée sculpté d'un lion piétinant un crâne de bœuf qui était déjà vieux et usé avant d'être inséré dans la broche. Tous les bijoux partageaient une décoration complexe en fil de fer minutieusement enroulé, et l'ensemble peut avoir été spécialement conçu en tant qu'offrande. Une exposition d'offrandes à Senuna peut être vue dans la salle 49 du British Museum, intitulée "Near Baldock Hoard".
En plus des bijoux, ont été trouvés des gisements de pièces de monnaie celtiques, pour la plupart vieilles de plusieurs siècles au moment du dépôt, et de ferronnerie de l'âge du bronze, peut-être collectées dans des tumulus ronds locaux. Il y avait aussi des offrandes alimentaires de porcelets et de petites quantités d'os humains incinérés.

## Inscriptions
Le trésor de Senuna comprend au moins cinq inscriptions. L'une d'elles indique :
DEAE SENVA[...../ FIRMANVS[...../ V[SLM]
"À la déesse Senua[.....] Firmanus [.....] a volontairement rempli son vœu."
Une autre inscription trouvée sur une offrande votive de bijoux a été laissée par un homme nommé Servandus d'Espagne :
"Servandus d'Espagne a volontairement accompli son vœu à la déesse".

## Iconographie
La figurine en argent représente Senuna comme une femme gracieuse aux cheveux enroulés en un chignon. La poitrine et le visage de la déesse se sont décomposés dans le sol il y a des siècles. Ses bras ont été reconstruits avec des pièces (No. A2 & A3) du trésor d'Ashwell. Elle semble avoir tenu des épis de céréale dans sa main droite et une phiale ou placenta (un gâteau sacrificiel) dans sa main gauche. Elle aurait été positionnée à l'origine sur un socle (n° A1a) portant l'inscription : d(eae) Senun(a)e Flavia Cunoris v(otum) s(olvens) l(ibens) m(erito).
Au moins douze des plaques votives montrent des images classiques de Minerve, avec lance, bouclier et hibou ; les cinq d'entre elles qui portaient une inscription étaient dédiés à Senuna plutôt qu'à Minerve.

## Culte moderne
La découverte d'offrandes à Senuna a inspiré divers praticiens du néopaganisme aux États-Unis et en Grande-Bretagne.[7]

## Further reading
- Dea Senuna: Treasure, Cult and Ritual at Ashwell, Hertfordshire (2018). Ralph Jackson et Gilbert Burleigh, British Museum Press,  (ISBN 9780861591947).
- Portable Antiquities Scheme - Hoard PAS-9708E3. Finds.org.uk.